# Масик Костянтин Іванович
Костянти́н Іва́нович Ма́сик (нар. 9 червня 1936, Волочиськ, Вінницька область, Українська СРР, СРСР) — український радянський партійний діяч. Член ЦК КПУ (1981—1991 роки), кандидат у члени Політбюро ЦК КПУ (січень 1988 — жовтень 1989 року), депутат Верховної Ради Української РСР 10—11-го скликань.
Після проголошення незалежності України — український державний діяч, дипломат. Перший віцепрем'єр-міністр України в уряді Вітольда Фокіна. Перший Надзвичайний і Повноважний Посол України у Фінляндії з представництвом інтересів України в Королівстві Швеція, Королівстві Данія та Королівстві Норвегія. Член політради Партії регіонів, у 2003—2005 роках радник прем'єр-міністра України Віктора Януковича на громадських засадах.

## Біографія
Костянтин Іванович Масик народився 9 червня 1936 року в родині військовослужбовця на станції Волочиськ, що на той час входила до складу Вінницької області Української СРР СРСР (нині — Хмельницька область, Україна). Отримав вищу освіту у 1959 році, закінчивши механічний факультет Горьковського інституту інженерів водного транспорту РРФСР (нині — Волзький державний університет водного транспорту у російському місті Нижній Новгород).
Впродовж 1959—1960 років працював інженером-конструктором Київського суднобудівного-судноремонтного заводу, а далі розпочав роботу «по партійній лінії»:
- 1960—1964 роки — інструктор, заступник завідувача, завідувач відділу Київського обласного комітету ЛКСМУ;
- у 1962 році став членом Комуністичної партії Радянського Союзу (КПРС);
- 1964—1965 роки — інструктор Київського обласного комітету Комуністичної партії України (КПУ);
- січень 1965 року — 1968 рік — перший секретар Київського міського комітету ЛКСМУ;
- 1968—1972 роки — перший секретар Київського обласного комітету ЛКСМУ;
- 1972—1974 роки — перший секретар Дарницького районного комітету КПУ міста Києва;
- 1974—1976 роки — інспектор Центрального комітету КПУ (ЦК КПУ);
- 1976 рік — 7 червня 1977 року — секретар Одеського обласного комітету КПУ;
- 7 червня 1977 — 16 вересня 1981 року — другий секретар Одеського обласного комітету КПУ;
- 11 вересня 1981 — 18 серпня 1986 року — заступник Голови Ради Міністрів УРСР яким на той час був Олександр Ляшко.
- 1986—1987 роки — інспектор ЦК КПРС у Москві. Закінчив заочну Вищу партійну школу при ЦК КПРС.
- квітень 1987 року — 22 липня 1989 року — перший секретар Київського міського комітету КПУ.
- з липня 1989 року — заступник Голови, а з 3 серпня 1990 року — перший заступник Голови Ради Міністрів УРСР Віталія Масола.

Після проголошення незалежності України Костянтин Масик у травні — жовтні 1992 року обіймав посаду Першого віцепрем'єр-міністра України в уряді Вітольда Фокіна.
У 1992 — червні 1997 року — Надзвичайний і Повноважний Посол України у Фінляндії (з представництвом інтересів України в Королівстві Швеція, Королівстві Данія, Королівстві Норвегія).
В подальшому — голова наглядової ради акціонерного комерційного банку «Надра». У березні 2003 — лютому 2005 року Масик був радником прем'єр-міністра України Віктора Януковича на громадських засадах.
Обирався членом Політичної ради Партії регіонів.

## Нагороди та почесні звання
- Нагороджений Почесною відзнакою Президента України[6], двома орденами Трудового Червоного Прапора (6.06.1986), орденом Жовтневої Революції, орденом «Знак Пошани», медалями.
- Указом Президента України № 1093/2011 від 1 грудня 2011 року нагороджений ювілейною медаллю «20 років незалежності України».[7]